# Panzerzug Chunchus
Der Panzerzug Chunchus war ein russischer Standardpanzerzug der Zeit des Ersten Weltkrieges und war im September 1915 im Einsatz.

## Geschichte
Noch während des Ersten Weltkrieges, im August 1914, wurde in Russland der erste Panzerzug gebaut. Auf diesen ersten folgten weitere, welche aber durch den Krieg halb improvisierte Einheiten Panzerzüge waren. Sie besaßen kastenförmige Güterwagen, welche sich voneinander unterschieden. Ende Juni 1915 wurde dann der erste Standard-Breitspur-Panzerzug bei der 2. Transamur-Eisenbahnbrigade unter dem Kommando von Generalmajor Michail Kolobow entworfen. Der Bau dieser Panzerzüge fand in den Hauptwerkstätten der Südwestbahn in Kiew statt. Der Bau dieser Panzerzüge dauerte, gemäß russischen Angaben, lediglich 16 Tage. Der erste Panzerzug dieser Art wurde am 1. September 1915 fertiggestellt. Er trug den Namen Хунхузъ (Chunchus), was so viel wie wilder chinesischer Bandit bedeutet. Dieser Name war an die Seite der Dampflokomotive geschrieben, wurde offiziell allerdings nicht genutzt. Dennoch gab die Besatzung ihm diesen Namen, weil sie zum Schutz der chinesischen Ostbahn abgestellt wurde.

## Technische Daten

### Lokomotive

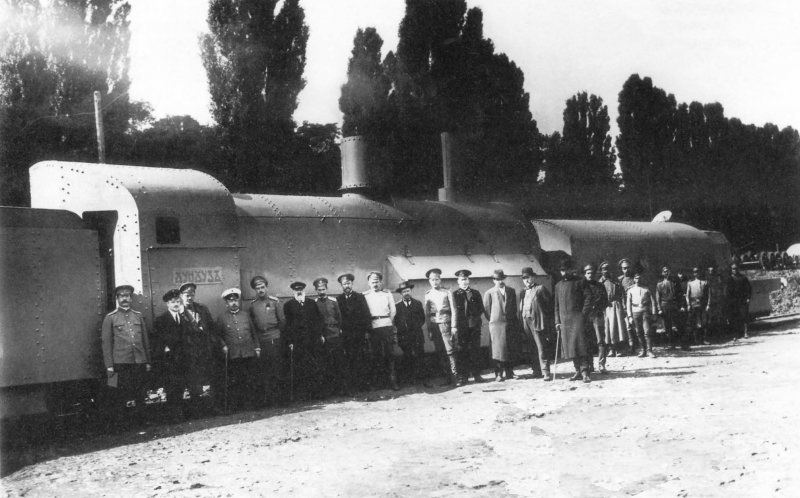
Die gepanzerte Dampflokomotive der Baureihe O mit dem Namen Хунхузъ an der Seite

Die standardmäßige Dampflokomotive des Panzerzug Chunchus war eine Russische Baureihe О mit einem eigenen Tender. Diese war vollständig gepanzert. Die Panzerung bestand aus Kesselstahl mit einer Stärke von 12 bis 16 mm. Zusätzlich verfügte die Panzerlokomotive über einen Kommandostand mit einer elektrischen Signalanlage und Sprechrohren.

### Artilleriewagen
Der Panzerzug Chunchus verfügte über zwei Artilleriewagen. Diese waren ursprünglich zweiachsige Flachwagen, welche mit einem gepanzerten Aufbau versehen wurden. Die Panzerung bestand aus 12 bis 16 mm dickem Kesselstahl. Der Innenraum wurde in zwei große Bereiche aufgeteilt. Zum einen gab es den Maschinengewehrraum und den Kanonenturm. In jeder Seitenwand der Wagen befanden sich fünf runde Schießscharten für schwere Maschinengewehre. Die Hauptbewaffnung der Wagen war eine 7,62-cm-Gebirgskanone M1904 in einem konischen Geschützturm an einer Stirnseite des Wagens. Für dieses Geschütz wurden 105 Granaten mitgeführt. Zur Nahverteidigung verfügten die Wagen über zwölf 7,62-mm-Maxim Maschinengewehre, je fünf an den Seiten und zwei an der Stirnseite, neben dem Geschützturm. Die Kühlung der Läufe wurde durch ein spezielles Wasserleitungssystem im Wagen sichergestellt. Jedes Maschinengewehr hatte 1500 Schuss Munition zur Verfügung. Um gegen kaltes Wetter gerüstet zu sein, verfügten die Wagen über eine Heizung, welche im Boden und den Wänden montiert war. Das heiße Wasser kam aus dem Lokomotivkessel. Weiterhin waren die Wände mit einer 20 mm dicken Schicht aus Kork und einer 6 mm dicken Sperrholzschicht isoliert.

### Abstoßwagen
An beiden Enden des Zuges befand sich je ein zweiachsiger Flachwagen, welche als Abstoßwagen dienten. Sie sollten den Panzerzug vor Minen oder Entgleisung schützen und Gefahren vor den wichtigen Wagen beseitigen. Zusätzlich dienten sie zum Transport von Material wie Schienen, Bahnschwellen und Fahrrädern.

## Einsatz

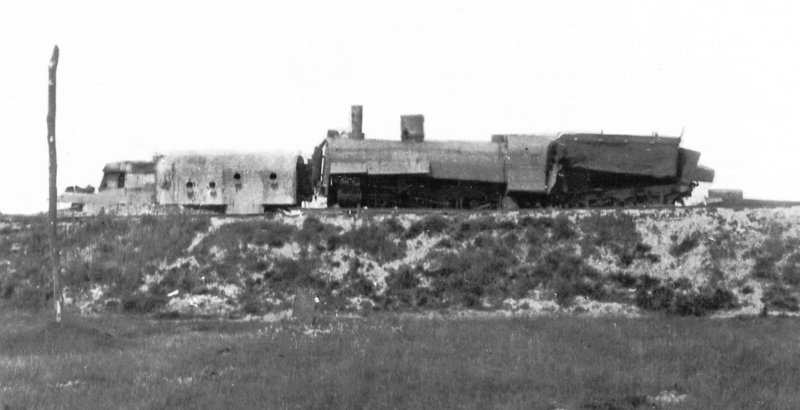
Seitenansicht des zerstörten Panzerzuges

Am 2. September 1915 wurde der Panzerzug dem 1. Transamur-Eisenbahnbataillon zugeteilt. Ab dem 9. September wurde er an die Front zur Eisenbahnlinie zwischen Sarny und Kowel geschickt und fuhr dort Patrouillen. Am 24. September unterstützte er den Angriff des 408. Regiments der 102. Infanteriedivision auf österreich-ungarische Stellungen in der Nähe des Bahnhofs Rudochka auf der Eisenbahnlinie zwischen Riwne und Kowel. Der Angriff verlief erfolgreich und der Gegner musste zwei seiner Schützengräben aufgeben. Im weiteren Verlauf des Angriffs durchbrach der führende Abstoßwagen eine Sperre aus Stacheldraht und entgleiste dabei auf Höhe der zweiten Grabenlinie. Der Besatzung gelang es, den Wagen abzukoppeln und den Zug nach hinten ausweichen zu lassen. Zeitgleich setzte jedoch Artilleriefeuer der schweren österreichischen Artillerie ein, welches die Gleise hinter dem Panzerzug zerstörte. Dieser konnte nicht mehr rechtzeitig anhalten und entgleiste. Daraufhin nahm die Artillerie den Panzerzug unter Beschuss. Dabei wurde der hintere Abstoßwagen getroffen und vom Panzerzug weggeschleudert. Weitere Treffer durchschlugen den Kessel der Panzerlokomotive und die Besatzung musste den Panzerzug aufgeben. Die Besatzung des vorderen Artilleriewagens, welche das Feuern nicht aufgab, wurde durch weitere Treffer der Artillerie getötet.

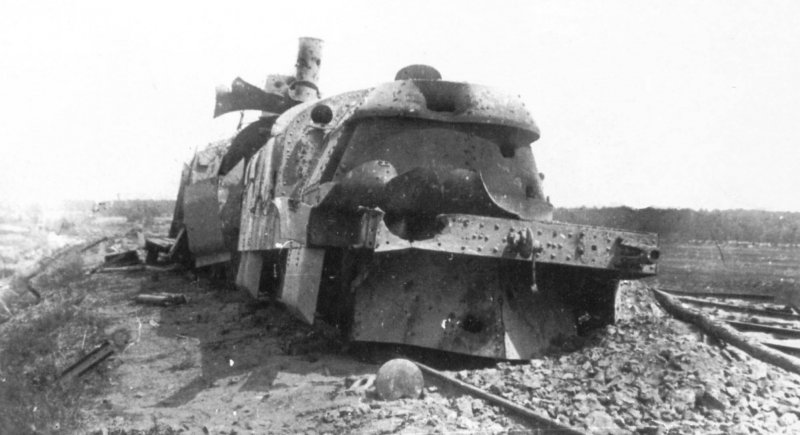
Der zerstörte vordere Artilleriewagen

Mehrere Monate lang stand dieser Panzerzug im Niemandsland, 300 Schritte von den österreichischen Stellungen entfernt. Am 12. Januar 1916 um 21 Uhr, nach mehreren Nächten unter Beschuss, gelang es den russischen Truppen, den hinteren Artilleriewagen über ein repariertes Gleis hinter die eigenen Stellungen zu bringen. Laut Berichten der Anwesenden war dieser Wagen nahezu unbeschädigt und somit voll funktionsfähig geblieben. Nach einer russischen Offensive im Sommer 1916 und dem Vormarsch in diesem Gebiet konnten die restlichen Teile des Panzerzuges geborgen werden. Da die Schäden an den übrigen Wagen und der Dampflokomotive jedoch zu groß waren, mussten diese verschrottet werden.

## Zugpersonal
Die Besatzung des Panzerzug Chunchus bestand aus 94 Mann, darunter zählten vier Offiziere.
- Zugkommandant Leutnant Georgiy M. Krapivnikov (2. September – 24. September 1915)
- Artilleriekommandant Stabshauptmann Lazarev (2. September – 24. September 1915)

## Zugzusammensetzung
Die Gliederung des Panzerzug Chunchus wird von vorne nach hinten aufgeführt.
- Abstoßwagen
- Artilleriewagen
- Panzerzuglokomotive
- Artilleriewagen
- Abstoßwagen